# Ruben Kun
Ruben James Tullen Kun (ur. 30 marca 1942 na Nauru, zm. 21 września 2014) – nauruański polityk, prezydent Nauru w latach 1996–1997.

## Życiorys
Ruben Kun ukończył sztukę na Australian National University.
Po raz pierwszy dostał się do parlamentu w 1971 roku (reprezentant okręgu wyborczego Buada). Kilka lat później, za rządów Bernarda Dowiyogo, pełnił funkcję ministra robót i prac publicznych. W latach 80. był ministrem zdrowia i edukacji. Był też ministrem finansów w gabinecie Lagumota Harrisa (1995–1996) i bezpośrednio przed wyborem na stanowisko prezydenta.
W 1996 roku wziął udział w wyborach prezydenckich. Jego przeciwnikiem był Kennan Adeang, z którym wygrał 12–5. Krajem rządził jednak tylko przez niecałe dwa miesiące; 13 lutego 1997 roku zastąpił go Kinza Clodumar. W latach 70. i 80. kilkukrotnie przewodniczył Parlamentowi Nauru. Poza parlamentem, był przewodniczącym Nauru Phosphate Royalties Trust. Był też jednym z redaktorów gazety The Nauru Post.
W 1991 roku, razem z Lawrence'em Stephenem i kilkoma innymi osobami, odbył pierwsze rozmowy, których tematem było utworzenie Nauruańskiego Komitetu Olimpijskiego. Kilka lat później był jego przewodniczącym.
Jego synem jest Roland Kun, członek Parlamentu Nauru. Kuzyn Rolanda, Russell Kun, również zasiadł w parlamencie kraju.